# بولين فيلبس
بولين فيلبس (بالإنجليزية: Pauline Phelps)‏ هي كاتِبة وكاتبة مسرحية أمريكية، ولدت في 13 نوفمبر 1954 في Simsbury, Connecticut ‏ في الولايات المتحدة.

## وصلات خارجية
- بولين فيلبس على موقع قاعدة بيانات برودواي على الإنترنت (الإنجليزية)